# Pannocchieschi
I Pannocchieschi erano una famiglia nobile medievale di Volterra, di probabile origine longobarda, si divisero in più rami con signorie e castelli nelle zone di Pisa, Volterra e Massa Marittima.

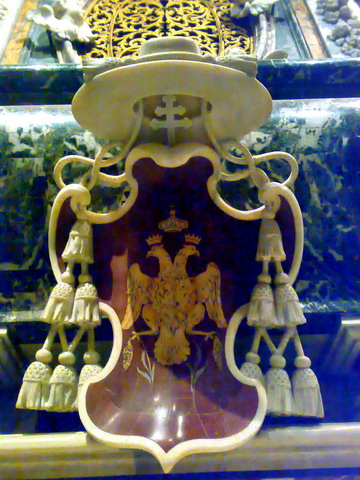
Stemma di Scipione Pannocchieschi d'Elci sulla sua tomba nel Duomo di Pisa

## Storia
Il ramo di Massa Marittima si articolò in altri tre rami in base ai possedimenti dei vari membri della famiglia: i Pannocchieschi di Pietra, quelli di Perolla e quelli di Travale, da cui discesero i senesi conti Pannocchieschi d'Elci, nome preso in seguito all'acquisto di questi ultimi del Castello d'Elci dai conti Alberti imparentati con gli Aldobrandeschi.
I conti Pannocchieschi avevano conosciuto la propria affermazione agli inizi del XII secolo nel territorio di Volterra, fornendo alla città diversi Vescovi che accentrarono nelle loro mani feudi e poteri, come Galgano (dal 1150 al 1170 circa), che passò poi dalla parte imperiale ricevendo l'appoggio del Barbarossa, ma che fu ucciso dal popolo desideroso di liberarsi del dominio vescovile. Il dominio fu riacquistato dal vescovo Ildebrando (dal 1184 al 1211) e anch'egli ricevette l'appoggio imperiale. Nella seconda metà del XII secolo i vescovi della casata iniziarono a perdere definitivamente potere nei confronti del costituendo comune di Volterra (vedi Pagano che passò la maggior parte del suo episcopato a combattere, stretto con i consorti, contro Volterra e San Gimignano) dal quale furono definitivamente estromessi nel 319, portando quindi i Pannocchieschi agli inizi del XIII secolo a radicarsi nei territori della Maremma in relazione allo sfruttamento delle risorse minerarie come vassalli della potente famiglia degli Aldobrandeschi. I Pannocchieschi ebbero un palazzo gentilizio a Massa Marittima, tuttora conservato, e nel territorio circostante fondarono diverse rocche tra cui Rocchette Pannocchieschi, insediamento legato allo sfruttamento di giacimenti di rame e d'argento, e ne acquisirono di altre, dando vita in questo modo come già detto anche a nuovi rami della casata.
In particolare il ramo d'Elci i quali membri ebbero uffici in Siena e in Pisa ricoprendo importanti ruoli nel corso dei secoli e producendo anche molti documenti che sono conservati oggi presso l'Archivio di Stato di Siena, nel Fondo "Pannocchieschi d'Elci, famiglia".
I rami "maremmani" invece seguirono la sorte del resto del territorio passando prima sotto la Repubblica di Siena e successivamente sotto il Granducato di Toscana.
Tra i più famosi esponenti della famiglia vi è certamente Nello dei Pannocchieschi di Pietra che secondo i primi commentatori fiorentini di Dante Alighieri fu il marito di Pia de' Tolomei. Quando Dante nel V canto del Purgatorio incontra la Pia non lo presenta direttamente. Secondo alcune tradizioni avrebbe ucciso la moglie per sposare Margherita Aldobrandeschi di Sovana. In realtà Nello di Inghiramo dei Pannocchieschi della Pietra era vassallo della famiglia Aldobrandeschi di Sovana; è accertato che sposò effettivamente solo la Aldobrandeschi, dalla quale ebbe un figlio, Bindoccio, che morì fanciullo per essere stato buttato in un pozzo a Massa Marittima ad opera di sicari al soldo della famiglia Orsini. Al tempo di Nello, in casa Tolomei non esisteva nessuna figlia o nipote che si chiamasse Pia. Una Pia Malavolti, comunque, andò sposa ad un Tollo, signore di Prata e vassallo degli Aldobrandeschi, in virtù di un patto di sottomissione a Siena; questi nel 1285 fu assassinato dai suoi tre nipoti all'uscita della chiesa, sul sagrato. La sorte misteriosa della moglie, eterea aristocratica, risuonava ancora lugubre al tempo di Dante, e fu forse intenzionalmente sviata dai suoi veri mandanti.

## Membri illustri della famiglia
- Ildebrando Pannocchieschi, vescovo
- Galgano Pannocchieschi, vescovo
- Pagano Pannocchieschi, vescovo
- Nello dei Pannocchieschi, uomo d'arme e politico
- Scipione Pannocchieschi, cardinale
- Francesco Pannocchieschi, arcivescovo
- Raniero Pannocchieschi, cardinale
- Francesco Pannocchieschi, cardinale